# Coregonus anaulorum
Coregonus anaulorum is een straalvinnige vissensoort uit de familie van de zalmen (Salmonidae), onderfamilie van de houtingen. De wetenschappelijke naam van de soort is voor het eerst geldig gepubliceerd in 1996 door Chereshnev. De vis komt alleen voor in Oost-Siberië in de estuaria van rivieren in de districten Tsjoekotka, Korjakië en Kraj Kamtsjatka vooral in het estuarium van de rivier de Aanadyr.
De vis foerageert op ongewervelden en kleine vis die leeft op de waterbodem en populaties die in zee of brakwater leven trekken hoger stroomopwaarts om te paaien.